# Myeloiska celler
Myeloiska celler är vita blodkroppar som har sitt ursprung i benmärgen. Dessa är granulocyt, monocyt och megakaryocyt. En störning i utmognaden av de myeloiska cellerna ligger bakom den vanligaste formen av blodcancer hos vuxna, akut myeloisk leukemi.